# Le avventure di Gene Autry
Le avventure di Gene Autry (The Gene Autry Show) è una serie televisiva statunitense in 91 episodi andati in onda per la prima volta nel corso di 5 stagioni dal 1950 al 1955 sulla rete CBS.
Il personaggio di Gene Autry era già apparso in precedenza al cinema e alla radio. La serie generò due spin-off: Le avventure di Campione (1955-1956), dedicata a Campione, il cavallo di Gene, e Annie Oakley (1954-1957), incentrata sulla vita di Annie Oakley.

## Trama
La serie, del genere western, è incentrata sul personaggio di Gene Autry che si trova ad aiutare cittadini e persone innocenti dando la caccia a pistoleri e fuorilegge in sella al suo cavallo Campione con l'aiuto dell'amico Pat Buttram (Pat Buttram).

## Personaggi
- Gene Autry (91 episodi, 1950-1955), interpretato da Gene Autry.
- Pat Buttram (83 episodi, 1950-1955), interpretato da Pat Buttram.
- Stan Richter (24 episodi, 1950-1955), interpretato da Gregg Barton.
- Guidatore della diligenza (22 episodi, 1950-1955), interpretato da Boyd Stockman.
- Ann Lawton (15 episodi, 1950-1954), interpretata da Gail Davis.
- Blake (14 episodi, 1951-1955), interpretato da Myron Healey.
- Crazy Charley (13 episodi, 1951-1954), interpretato da William Fawcett.
- Chuck (13 episodi, 1950-1953), interpretato da Sandy Sanders.
- Bill Daly (12 episodi, 1951-1955), interpretato da Terry Frost.
- Ben Foster (11 episodi, 1950-1955), interpretato da George J. Lewis.
- Sceriffo Tim McBride (11 episodi, 1950-1955), interpretato da Kenne Duncan.
- Ben Tansey (10 episodi, 1950-1954), interpretato da Stanley Andrews.
- Burr Ramsey (10 episodi, 1951-1954), interpretato da Denver Pyle.
- Arnold Beeker (10 episodi, 1950-1953), interpretato da Don C. Harvey.
- Billy Walker (10 episodi, 1950-1954), interpretato da Dickie Jones.
- Betty Taylor (9 episodi, 1950-1954), interpretata da Sheila Ryan.
- Martin Pickett (9 episodi, 1950-1955), interpretato da Leonard Penn.
- Dave Jamison (9 episodi, 1950-1955), interpretato da Francis McDonald.
- Deborah Randall (6 episodi, 1950-1953), interpretata da Wendy Waldron.
- Ace Bolton (6 episodi, 1950-1953), interpretato da John Doucette.
- 'Breed' (6 episodi, 1952-1955), interpretato da Steve Conte.
- Belle Harte (5 episodi, 1950-1954), interpretata da Mira McKinney.
- Abner Barnes (5 episodi, 1951-1955), interpretato da Dennis Moore.

## Episodi
| Stagione         | Episodi | Prima TV originale |
| ---------------- | ------- | ------------------ |
| Prima stagione   | 26      | 1950-1951          |
| Seconda stagione | 26      | 1951-1952          |
| Terza stagione   | 13      | 1953               |
| Quarta stagione  | 13      | 1954               |
| Quinta stagione  | 13      | 1955               |